# Лелег
Лелег (грч. Λέλεγας) је у грчкој митологији било име више личности.

## Митологија
- Био је први краљ Лаконије, за кога се веровало да је дошао из Египта. Неки су говорили да је аутохтон, односно да се родио без родитеља. Други су га сматрали сином Посејдона и Либије. Са нимфом Клеохаријом, био је отац Еурота, Милета, Поликаона, Клесона и Бијанта.[1] Према писању Аполодора и Паусаније, Лаконија којом је владао је називана по њему Лелегија. Такође су помињали да је у Спарти поштован као херој. Према другим ауторима, његова супруга је била Перидија, а његова деца Милет, Поликлон, Бомолох и Терапна, док је Еурот заправо био његов унук. Такође, према другим традицијама, он је био син Спарта, а отац Амикла. Такође, неки извори разликују два Лелега; једног који је био лаконски краљ и другог, Посејдоновог сина, а који је био предак народа Лелега. Он је постао краљ Мегаре, крај чијег акропоља се налазио и његов гроб.[2]
- У Овидијевим „Метаморфозама“, био је један од ловаца на Калидонског вепра, који је дошао из Локриде.[3] Овидије га је описао као седокосог и мудрог хероја, који је причом покушао да демантује богохуљење Иксионовог сина.[4]